# 大友良行
大友 良行（おおとも よしゆき）は東京都生まれ横浜市在住の写真家・フォトジャーナリスト。立教大学法学部卒。

## 略歴
朝日新聞写真記者を経て現在フリーランスのフォトジャーナリストとして「ビッグフレンドフォト」を主宰。朝日新聞在勤中に、東京本社を中心に西部本社（九州）、名古屋本社、千葉支局、横浜支局などを勤務。
九州・三井三池有明の炭鉱事故、成田空港闘争、大韓航空機ソ連上空撃墜事件、ペルー日本大使公邸占拠事件、エジプトのルクソール神殿で外国人観光客狙撃事件、カルガリー冬季五輪、サッカーではJリーグは勿論のこと、ドーハの悲劇、ワールドカップ・フランス大会、日韓大会、ドイツ大会などを取材。
写真取材のかたわら、テレビCMを単なる広告宣伝と捉えず社会現象の観点から考察、朝日新聞紙上でCMの市民権を確立して年間を通して定期的に独特のユニークな切り口で原稿を書き、読者を楽しませた。
　
フリーランスになってからは、人物、街だねをはじめAPECなどの政治経済ものも取材。また、サッカーでJリーグ、ワールドカップ日韓、ドイツ大会、欧州選手権ベルギー・オランダ、ポルトガル、スイス・オーストリア、ポーランド・ウクライナ大会、南米選手権、北中米選手権、アフリカ選手権、アジア選手権大会などを取材。このほかに、高校・大学・社会人のアマチュア野球を甲子園、神宮、東京ドームなどで数多く取材して幅広い人脈を持つ。
中でも朝日小学生新聞の「フォトストライカー大友良行のワールドサッカー」は、小学生たちにわかり易い記事と、自ら撮影したナマの欧州サッカー写真が好評で、6年間も続いたロングラン。

## 著書
- CMタイムの逆襲（東急エージェンシー出版）
- 野球監督の仕事（共著・成美堂出版）